# Morton Panish
Morton B. Panish (* 8. April 1929 in New York City) ist ein US-amerikanischer Chemiker und Physiker, der sich mit Halbleiterlasern befasst.
Panish studierte an der University of Denver mit dem Bachelorabschluss 1950 und an der Michigan State University mit der Promotion in Physikalischer Chemie 1954. Danach war er bis 1964 am Oak Ridge National Laboratory und 1964 bis 1969 Wissenschaftler bei der AVCO Corporation. 1969 bis zu seinem Ruhestand 1992 war er an den Bell Laboratories, von 1969 bis 1986 als Abteilungsleiter und ab 1969 als Distinguished Member of the Technical Staff.
Er gehörte mit Izuo Hayashi 1970 an den Bell Laboratories zu dem Team, das unabhängig von einer russischen Gruppe am Joffe-Institut (Schores Iwanowitsch Alfjorow), die etwas früher ans Ziel gelangten, die ersten praktikablen Halbleiterlaser (kontinuierlicher Betrieb bei Zimmertemperatur) zum Laufen brachten.

## Preise
- 1979 Solid State Science Award
- 1986 C&C Preis mit Hayashi
- 1991 Morris Liebmann Award des IEEE
- 1994 John Bardeen Award, The Minerals, Metals and Material Society
- 2001 Kyoto-Preis mit Alfjorow, Hayashi.

Er ist Fellow der American Physical Society (1972), des IEEE (1990), der National Academy of Sciences und der National Academy of Engineering.